# Cyrtopodion elongatum
Cyrtopodion elongatum är en ödleart som beskrevs av  Blanford 1875. Cyrtopodion elongatum ingår i släktet Cyrtopodion och familjen geckoödlor. IUCN kategoriserar arten globalt som livskraftig. Inga underarter finns listade i Catalogue of Life.